# ユメ十夜
『ユメ十夜』（ユメじゅうや）は、2007年公開の日本映画。
夏目漱石の小説『夢十夜』を原作とする、11人の監督（うち一組は共同監督）によるオムニバス作品。主題歌は山田タマルの「手」（ミニアルバム『回廊』収録）。

## プロローグ・エピローグ
- 監督：清水厚
- 出演：戸田恵梨香（女学生）、藤田宗久（夏目漱石）

## 第一夜
- 監督：実相寺昭雄、脚本：久世光彦
- 出演：小泉今日子（ツグミ）、松尾スズキ（百閒）、寺田農、堀内正美

## 第二夜
- 監督：市川崑、脚本：柳谷治
- 出演：うじきつよし（男）、中村梅之助（和尚）

## 第三夜
- 監督・脚本：清水崇
- 出演：堀部圭亮（夏目漱石）、香椎由宇（夏目鏡子）、櫻井詩月（愛子）

## 第四夜
- 監督：清水厚、脚本：猪爪慎一
- 出演：山本耕史（夏目漱石）、菅野莉央（日向はるか）、品川徹、小関裕太、浅見千代子、市川夏江、渡辺悠、鶴屋紅子、佐久間なつみ、日笠山亜美

## 第五夜
- 監督・脚本：豊島圭介
- 出演：市川実日子（真砂子）、大倉孝二（庄太郎）、三浦誠己、辻修

## 第六夜
- 監督・脚本：松尾スズキ
- 出演：阿部サダヲ（わたし）、TOZAWA（運慶）

## 第七夜
- 監督：天野喜孝、河原真明
- 出演：sascha（ソウセキ（声））、秀島史香（ウツロ（声））

## 第八夜
- 監督：山下敦弘 脚本：長尾謙一郎
- 出演：藤岡弘、（夏目漱石、正造）山本浩司、大家由祐子、土屋匠、森康子

## 第九夜
- 監督・脚本：西川美和
- 出演：緒川たまき（母）、ピエール瀧（父）、渡邉奏人

## 第十夜
- 監督・脚本：山口雄大、脚本：加藤淳也、脚色：漫☆画太郎
- 出演：松山ケンイチ（庄太郎）、本上まなみ（よし乃）、石坂浩二（平賀源内）、安田大サーカス、井上佳子

## 製作会社
- 配給：日活
- 制作：バイオタイド
- 製作：「ユメ十夜」製作委員会（日活、IMAGICA、I&S BBDO、ダイコク電機）